# 直交符号
直交符号（ちょっこうふごう、Walsh code）は独立した通信チャネルを確保するために使用される符号。

## 概要
直交符号は互いに「直交」している符号。そのため、2つの直交符号が関連づけられた場合（拡散率が互いに等しい直交符号）、これらの2つの符号は同じであるため、結果が分かりやすい。その結果、直交符号によって符号化された信号は、使用している端末に入って来る信号を符号化するのに使用されるものと同じ符号を使用しない場合、ランダムノイズとしてCDMAのできる移動体通信に現れる。
直交符号はWalsh functionによって計算される。

## 具体例
「W(k, n)」はSF（長さ）がnでk番目の直交符号をあらわすWalsh matrixである。nはn=2mでしかあらわれない。kは「0,1,...,n-1」の順序であらわれる。
W(0,1) = 1 

W(0,2) = 1, 1  
W(1,2) = 1,-1 

W(0,4) = 1, 1, 1, 1 
W(1,4) = 1,-1, 1,-1
W(2,4) = 1, 1,-1,-1
W(3,4) = 1,-1,-1, 1

W(0,8) = 1, 1, 1, 1, 1, 1, 1, 1 
W(1,8) = 1,-1, 1,-1, 1,-1, 1,-1 
W(2,8) = 1, 1,-1,-1, 1, 1,-1,-1 
W(3,8) = 1,-1,-1, 1, 1,-1,-1, 1 
W(4,8) = 1, 1, 1, 1,-1,-1,-1,-1 
W(5,8) = 1,-1, 1,-1,-1, 1,-1, 1 
W(6,8) = 1, 1,-1,-1,-1,-1, 1, 1 
W(7,8) = 1,-1,-1, 1,-1, 1, 1,-1 
これらは「Walsh tree」によって組み立てることができる。